# Grupa drzew przy ul. Golęcińskiej w Poznaniu
Grupa drzew przy ul. Golęcińskiej – pomnik przyrody, grupa drzew mieszanych, rosnąca w okolicach Zespołu Szkół Rolniczych przy ul. Golęcińskiej 9/11, na Golęcinie w Poznaniu. Drzewa są rozrzucone na sporym obszarze – wewnątrz ogrodzonego, ale dostępnego kompleksu szkolnego i poza nim, aż do jeziora Rusałka.

## Charakterystyka
Na grupę drzew składają się jesiony wyniosłe (sześć sztuk) i jedna lipa drobnolistna – łącznie siedem okazów. Najcenniejszy jest jeden z jesionów, mający 554 cm obwodu i 33 m wysokości. Jest to jedno z najstarszych (około 300 lat) i najgrubszych drzew w Poznaniu. W jego bok wrośnięta jest mała lipa drobnolistna. Pozostałe jesiony mają 310-490 cm obwodu i 24-31 metrów wysokości (wiek 120-270 lat). Lipa ma 344 cm obwodu i 24 metry wysokości, a jej wiek szacuje się na 150 lat. Rośnie w pobliżu budynków szkolnych. Stan drzew nie jest najlepszy (próchnienie, odłamane konary, zamieranie części koron). Obok drzew zabytkowych rosną inne cenne okazy – m.in. topola późna przy boisku sportowym (436 cm obwodu, 31 m wysokości) i wierzba biała (obwód – 421 cm, wysokość – 32 m). 
W pobliżu znajdują się: jezioro Rusałka, pomnik ofiar Fortu VII, Golęcinka i przebiega szlak pieszy nr 3572.